# Villebougis
Villebougis est une commune française située dans le département de l'Yonne en région Bourgogne-Franche-Comté.
Ses habitants sont appelés les Bogiciens.
C'est une commune fleurie de niveau « trois fleurs » au concours des villes et villages fleuris.

## Géographie

### Écarts et lieux-dits
Saint-Georges, l'Orme, la Haute Borne.

### Climat
Pour des articles plus généraux, voir Climat de la Bourgogne-Franche-Comté et Climat de l'Yonne.
En 2010, le climat de la commune est de type climat océanique dégradé des plaines du Centre et du Nord, selon une étude du Centre national de la recherche scientifique s'appuyant sur une série de données couvrant la période 1971-2000. En 2020, Météo-France publie une typologie des climats de la France métropolitaine dans laquelle la commune est exposée à un climat océanique altéré et est dans la région climatique  Nord-est du bassin Parisien, caractérisée par un ensoleillement médiocre, une pluviométrie moyenne régulièrement répartie au cours de l’année et un hiver froid (3 °C). 
Pour la période 1971-2000, la température annuelle moyenne est de 10,6 °C, avec une amplitude thermique annuelle de 15,6 °C. Le cumul annuel moyen de précipitations est de 734 mm, avec 11,7 jours de précipitations en janvier et 7,7 jours en juillet. Pour la période 1991-2020, la température moyenne annuelle observée sur la station météorologique de Météo-France la plus proche, « Sens », sur la commune de Sens à 9 km à vol d'oiseau, est de 11,9 °C et le cumul annuel moyen de précipitations est de 644,7 mm. 
La température maximale relevée sur cette station est de 42,4 °C, atteinte le 25 juillet 2019 ; la température minimale est de −22,6 °C, atteinte le 14 février 1956,,. 
Les paramètres climatiques de la commune ont été estimés pour le milieu du siècle (2041-2070) selon différents scénarios d'émission de gaz à effet de serre à partir des nouvelles projections climatiques de référence DRIAS-2020. Ils sont consultables sur un site dédié publié par Météo-France en novembre 2022.

## Urbanisme

### Typologie
Au 1er janvier 2024, Villebougis est catégorisée commune rurale à habitat dispersé, selon la nouvelle grille communale de densité à sept niveaux définie par l'Insee en 2022.
Elle est située hors unité urbaine. Par ailleurs la commune fait partie de l'aire d'attraction de Sens, dont elle est une commune de la couronne,. Cette aire, qui regroupe 65 communes, est catégorisée dans les aires de 50 000 à moins de 200 000 habitants,.

### Occupation des sols
L'occupation des sols de la commune, telle qu'elle ressort de la base de données européenne d’occupation biophysique des sols Corine Land Cover (CLC), est marquée par l'importance des territoires agricoles (65,7 % en 2018), en diminution par rapport à 1990 (67,9 %). La répartition détaillée en 2018 est la suivante : 
terres arables (63,3 %), forêts (29 %), zones urbanisées (5,3 %), zones agricoles hétérogènes (2,4 %). L'évolution de l’occupation des sols de la commune et de ses infrastructures peut être observée sur les différentes représentations cartographiques du territoire : la carte de Cassini (XVIIIe siècle), la carte d'état-major (1820-1866) et les cartes ou photos aériennes de l'IGN pour la période actuelle (1950 à aujourd'hui).

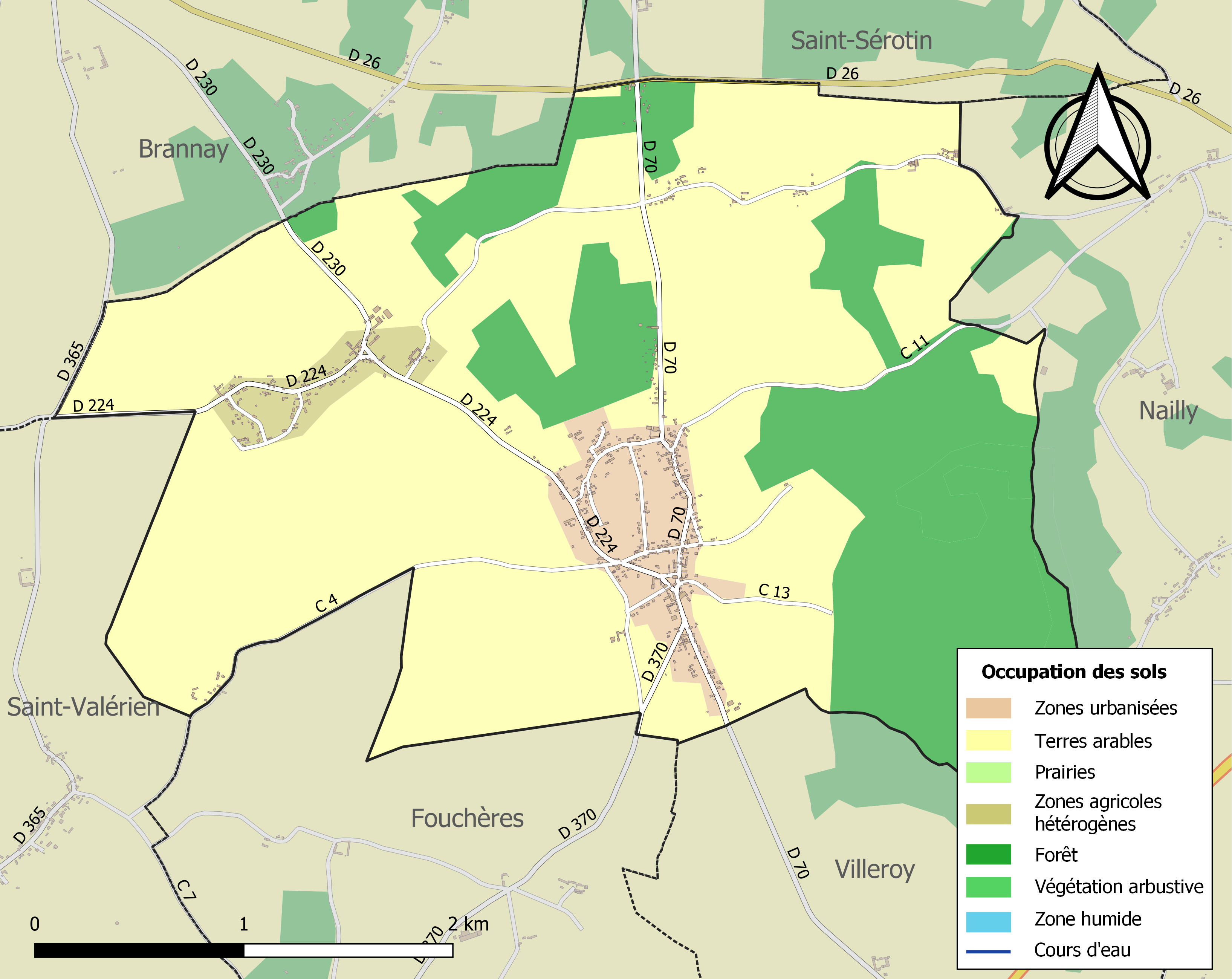
Carte des infrastructures et de l'occupation des sols de la commune en 2018 (CLC).

## Histoire
Le village s'est d'abord appelé la « Villa Bogis » dont il tire son nom, ainsi que le gentilé de ses habitants. Il porta également en 1801 le nom de « Villebouges ».
Dans la nuit du 25 au 26 août 1944, un bombardier lourd Short Stirling Mark IV LJ 827 de la Royal Air Force du 190e Squadron parti de Fairford pour une mission de parachutage au profit du maquis, s'écrase sur le bois de Bruneau. Seul le Sergent Reginald Fulcher parmi les huit membres de l'équipage sera rescapé. Une stèle a été érigée en bord de route entre Villebougis et Paroy, à la lisière du bois.

## Politique et administration
| Période    | Période  | Identité        | Étiquette | Qualité |
| ---------- | -------- | --------------- | --------- | ------- |
|            |          |                 |           |         |
| avant 1995 | 1995     | Jean Renoux     | DVD       |         |
| juin 1995  | 2008     | Robert Meunier  |           |         |
| mars 2008  | En cours | Marcel Milachon |           |         |

## Démographie
L'évolution du nombre d'habitants est connue à travers les recensements de la population effectués dans la commune depuis 1793. Pour les communes de moins de 10 000 habitants, une enquête de recensement portant sur toute la population est réalisée tous les cinq ans, les populations de référence des années intermédiaires étant quant à elles estimées par interpolation ou extrapolation. Pour la commune, le premier recensement exhaustif entrant dans le cadre du nouveau dispositif a été réalisé en 2006.

En 2022, la commune comptait 635 habitants, en évolution de +0,79 % par rapport à 2016 (Yonne : −1,95 %, France hors Mayotte : +2,11 %).
| 1793 | 1800 | 1806 | 1821 | 1831 | 1836 | 1841 | 1846 | 1851 |
| ---- | ---- | ---- | ---- | ---- | ---- | ---- | ---- | ---- |
| 322  | 311  | 311  | 389  | 453  | 510  | 528  | 530  | 541  |

| 1856 | 1861 | 1866 | 1872 | 1876 | 1881 | 1886 | 1891 | 1896 |
| ---- | ---- | ---- | ---- | ---- | ---- | ---- | ---- | ---- |
| 608  | 624  | 662  | 646  | 600  | 609  | 550  | 544  | 534  |

| 1901 | 1906 | 1911 | 1921 | 1926 | 1931 | 1936 | 1946 | 1954 |
| ---- | ---- | ---- | ---- | ---- | ---- | ---- | ---- | ---- |
| 518  | 520  | 480  | 426  | 438  | 426  | 380  | 412  | 368  |

| 1962 | 1968 | 1975 | 1982 | 1990 | 1999 | 2006 | 2011 | 2016 |
| ---- | ---- | ---- | ---- | ---- | ---- | ---- | ---- | ---- |
| 343  | 295  | 313  | 292  | 404  | 466  | 583  | 619  | 630  |

| 2021 | 2022 | - | - | - | - | - | - | - |
| ---- | ---- | - | - | - | - | - | - | - |
| 632  | 635  | - | - | - | - | - | - | - |

## Culture locale et patrimoine

### Lieux et monuments
- Église Saint-Nicolas.
- Nouvelle école inaugurée le 18 octobre 2014.

### Personnalités liées à la commune
- Lucien Golvin (1908-2002), ethnographe, est né sur la commune.

## Héraldique
| Blason à dessiner | Blason  | D'azur à saint Georges à cheval terrassant le dragon de sa lance, le tout d'argent; chaussé d'or chargé à dextre d'une feuille de chêne de sinople posée en bande et à senestre d'un épi de blé tigé et feuillé du même posé en barre. |
| Blason à dessiner | Détails | Adopté le 12 novembre 2024. |

### Événements
- La Ronde des 16 clochers.
- Le vide grenier.
- Le repas du 14 juillet.
- La kermesse.

## Pour approfondir